# Street Fighter (serie de televisión)
Street Fighter es una serie de dibujos animados producida y emitida en Estados Unidos por el canal USA Network desde octubre de 1995 a mayo de 1997, basada en la saga de videojuegos Street Fighter. Consta de dos temporadas de 13 episodios cada una, por lo que en total es una serie de 26 episodios. La serie pretende ser una continuación de la película Street Fighter: La última batalla, protagonizada por Jean Claude Van Damme, aunque posee incongruencias argumentales.

## Sinopsis argumental
La serie trataba sobre un comando estadounidense formado por Street Fighters que combatían a las fuerzas de M. Bison y su organización Shadaloo. El comando, formado y capitaneado por Guile, está compuesto por Chun-Li, Blanka, Cammy, Ryu y Ken, aunque otros luchadores se unen al comando en algunos capítulos para ayudarles en su causa. Los personajes que aparecen en esta serie son los originales de Super Street Fighter II, aunque también aparecen algunos de la sub-saga Street Fighter Alpha así como del videojuego Final Fight.
Pese a las negativas críticas (una trama muy simple) que tuvo, Street Fighter es una continuación de la película Street Fighter: La última batalla, aunque posee bastantes incoherencias argumentales, como por ejemplo que Sawada (personaje exclusivo de la película) sea rival de Guile cuando en realidad eran compañeros de las Naciones Aliadas en la susodicha película. A pesar de ello, la serie tiene ciertas partes basadas en el videojuego, aunque no al pie de la letra, como la relación de Ryu con Akuma, o la de Chun-Li y M.Bison, la aparición de Rose e incluso la de Sakura Kasugano.

## Personajes
Aunque los personajes son los mismos que aparecen en la saga de videojuegos Street Fighter, sus nombres no son exactamente los mismos, ya que usaron los nombres modificados que se vieron el la película de imagen real.
- Coronel William F. Guile (Guile): Es el líder del comando Street Fighter. Mantiene el mismo rango que en la película (coronel). Mantiene una relación algo turbia con una exnovia llamada Lucinda (totalmente inventada), aunque Guile se siente atraído por Cammy. Guile aparece durante toda la primera temporada de la serie, y como personaje episódico en la segunda.Su ataque especial es el ¡¡¡SONIDO BOOM!!!!

- General M. Bison (M. Bison): El líder de la malvada organización Shadaloo, a quien se le dio por muerto al final de la película. Es el personaje malvado de la serie.

- Chun-Li Zang (Chun-Li): Es la protagonista femenina de la serie y la segunda al mando del comando Street Fighter. Al igual que en los videojuegos (y en la película), persigue la muerte de M. Bison para vengar el asesinato de su padre a manos del malvado general. Como en la película, aquí Chun-Li también es periodista. Como dato curioso, su Kikouken fue llamado Fire Ball hasta la segunda temporada donde se volvió a llamar Kikouken.

- Blanka: Totalmente diferente al Blanka del videojuego, este personaje se llama Carlos Blanka y fue secuestrado por M. Bison para usarlo de conejillo de indias en un experimento de soldados genéticos (tal y como se pudo ver en la película). En esta serie llega a recuperar su forma humana, pasándose a llamar Charlie y adoptando el aspecto del Charlie de la sub-saga Street Fighter Alpha aunque por culpa de Vega vuelve a su forma original y estará buscando el método de regresar a su forma original durante el resto de la serie aunque sin resultado.

- Ken Masters: Aunque ha dejado el "oficio" de traficante de armas, Ken se ha convertido en un juerguista en busca de aventuras y no se toma en serio su trabajo dentro del comando Street Fighter. Toma un protagonismo relevante al final de la serie en el combate final contra Akuma.

- Ryu Hoshi (Ryu): Al igual que su compañero Ken, recorre el mundo en busca de aventuras, aunque su carácter es más maduro. También toma un especial protagonismo en la batalla final contra Akuma en los últimos capítulos de la serie, en especial en el capítulo donde vence a Sagat.

- Cammy White: Es una agente del MI5 que colabora con el comando Street Fighter en sus misiones. Se siente atraída por Guile. En los últimos capítulos termina siendo controlada por Bison.

- Edmond Honda: Tras dejar el periodismo y el sumo, Honda se une al comando Street Fighter, ayudando con temas de índole tecnológicos

- Dee Jay: A diferencia de la película, aquí es un personaje bueno. Ayuda a Guile y al resto del equipo con distintos vehículos y tecnología.

- T-Hawk: A diferencia de la película, aquí T-Hawk es un guerrero nativo americano (que por otro lado, así es en el videojuego), al principio él está de parte de un cyborg que quiere cobrarse venganza con el mundo pero finalmente se pone de lado de Guile.

- Fei-Long: Un actor de películas de acción y artes marciales. No apareció en la película.

- Dhalsim: Un doctor renegado que anteriormente trabajó para Shadaloo (tuvo que ver en la transformación de Blanka en la película), ahora retirado en la India.

- Balrog: Un violento boxeador afrodescendiente que a diferencia de la película donde luchaba junto a Chun-Li y a E.Honda contra Bison, aquí esta de parte de Bison, (que al fin y al cabo, ese es su papel en el videojuego) probablemente es debido a esto por lo que apareció en un solo episodio.

- Vicktor Zangief (Zangief): En esta serie Zangief lucha de lado de Bison y tiene como rival a Dee Jay, a diferencia de la película donde ambos luchan junto a Bison, mientras en el videojuego, no tienen relación alguna. De algún modo, Zangief volvió a retomar este papel en el anime Street Fighter II-V.

- Vega: Aquí Vega sigue siendo el mismo narcisista luchador que lucha de parte de Bison. Cabe destacar que en la serie, cuando Vega lucha, casi nunca logra acertar sus golpes con sus garras, esto se hizo así para no tener que censurar las sangrientas batallas a las que siempre está ligado el personaje. En esta serie es el rival de Blanka a pesar de no tener relación en el videojuego. Solo apareció en dos episodios.

- Viktor Sagat (Sagat): Es un luchador de Mue Thai que continua luchando junto a Bison. Aquí la rivalidad entre el y Ryu está más ausente que en los otras películas, videojuegos o series de animación, por otra parte, Sagat estaba más rivalizado con Ken que con Ryu en la película. Aunque su rivalidad con Ryu termina saliendo finalmente a flote en uno de los últimos capítulos donde Sagat captura al sensei de Sakura y esta le pide a Ryu que lo salve. Aquí se puede ver un flash back el momento en el que Ryu le hace el Sho ryu ken a Sagat con el que le hizo su famosa cicatriz. En el último capítulo se une a Guile al descubrir que Bison planea destruir el mundo.

- Escher: Es un personaje original de esta serie y es quien inauguró el comando Street Fighter, aunque solo se encarga de mandar misiones a los luchadores y escoger los equipos.

## Personajes episódicos y cameos
- Cody Travers: Es original de Final Fight, al igual que otros muchos personajes de dicho juego, aparece cameado formando parte del público durante el episodio El mensaje en los medios, donde también se aparecen Maki y Carlos de Final Fight 2. También tiene un episodio dedicado al llamado Pelea Final cuya trama está basada en el juego del mismo nombre y donde se nos muestra un Cody más violento, peleón e impulsivo.

- Guy: Aparece en Pelea Final como personaje episódico ayudando a Cody, Ryu y Ken a salvar a Jessica. También participa en el torneo de Street Fighter en el episodio El mensaje en los medios, siendo el único de Final Fight (junto a Sodom) que participa en el torneo.

- Jessica y Mike Haggar: También hacen su aparición en los mismos episodios, Jessica es raptada en Pelea Final y rescatada por Cody, Guy, Ryu y Ken. En otro episodio, Haggar pierde una pelea con Blanka.

- Belger: Jefe de la banda Mad Gear, aparece en el episodio Pelea Final con el mismo papel que en el juego original. Aquí también lucha en el sillón al igual que en el juego original, solo que en lugar de usar una ballesta, el sillón tiene dos cañones que disparan balas. Cuando es derrotado cae por la ventana como ocurre en su juego, la diferencia es que queda colgado por los calzones en un banderín. También aparece en El Medio es el Mensaje como parte del público

- Mad Gear: J, Hollywood, El Gado, Dammnd y Edi.E aparecen formando parte del público en El mensaje en los medios. Mientras en Final Fight, Dammnd echa a pelear a Andore Jr. (aquí llamado simplemente Andore) con Ryu y Ken (curiosamente en el metro, stage que aparece en Final Fight). Más tarde Ryu y Ken luchan contra Sodom y casi al final del episodio con Hollywood y El Gado. Rolento también tiene su aparición en el episodio, echando a pelear a Sodom con Ryu y Ken y más tarde, luchando el mismo con Cody y Guy, donde al igual que en el juego, es derrotado cuando le explotan sus propias granadas (aunque en el juego él se las lanza, aquí se las tira Guy), va vestido igual que en su aparición en Final Fight 2 y es quien rapta a Jessica.

- Adon: Aparece durante el episodio El mensaje en los medios donde solo participa como combatiente del torneo. A diferencia de los personajes principales que también luchan durante el torneo, el no tiene diálogo ni importancia alguna en el episodio así como en la historia.

- Rosse: Aparece no solo en El medio es el mensaje luchando en el torneo, sino que también tiene un episodio donde predice que la destrucción del mundo será causada por Blanka y ken por lo que los busca y descubre que el verdadero causante será Bison.

- Birdie y Sodom: Aparecen ayudando a Bison en el mismo capítulo donde este atrapa a Cammy. Birdie termina siendo capturado por Guile. sin embargo Sodom desaparece al estrellarse el avión donde huía junto a Bison y Cammy, aunque aparece más tarde en el episodio Final Fight, luchando contra Ryu y Ken. Ambos aparecen también participando en el torneo en el episodio El mensaje en los medios.

- Sakura Kasugano: solo aparece durante un episodio buscando a Ryu para que derrote a Sagat y libere a su sensei.

- Akuma: Él es uno de los principales antagonistas. Aparece en el último episodio de la primera temporada, episodio más importante de la serie, en el que destruye recintos de Street Fighter y Shadaloo haciendo que Bison culpe a Guile de esto y viceversa de modo que se enfrentan pero Akuma aparece y les dice que quiere absorber su energía KI, por lo que Bison y Guile se unen para enfrentarse a Akuma aunque no logran detenerlo. Aparece por última vez en el episodio El guerrero más fuerte del mundo donde lucha contra Ryu y Ken, Ryu pierde la pelea debido a que se lastimó el brazo entrenando con Ken y es este quien logra vencer a Akuma.

- Gouken: Solo aparece en el episodio donde Ken se enfrenta a Akuma. Akuma visita a Gouken y roba su energía Ki. En el videojuego de la película él es llamado Sheng Long.

- Sawada: Personaje que solo apareció en la película, inspirado y realizado por Kenya Sawada,[1] en las versiones arcade y doméstica de Street Fighter: The Movie, es un reemplazo de Fei long,[1] diferente a la película, se muestra en la serie como un rival de Guile y al igual que en el videojuego de la película puede generar sables de luz con la energía Ki. solo aparece en un episodio ayudando a T.Hawk a vencer a Satin Hammer que está a punto de hacer volar en Himalaya con una bomba.

- Satin Hammer: Es un cyborg femenino que tiene un romance con T.Hawk, el cual trabaja para ella. Solo aparece en dos episodios y es derrotada por T.Hawk en el último.

- MI5: Son el antiguo grupo británico al que pertenecía Cammy, aparecen durante tres capítulos, entre ellos el capítulo final. En el videojuego es más conocido como Delta Red y está formado por Keith Wolfman, Mateo McCoy, Lita Luwanda y George Ginzu, aunque Ginzu no apareció en la serie y los diseños así como los nombres de los personajes del equipo fueron alterados.

- Lucinda: Es la exnovia de Guile (lo cual no tiene sentido ya que en el juego él está casado y tiene una hija) ella aparece solo en tres episodios, entre ellos el primero. No existe ni en el videojuego ni en la película.

- Kid: Solo es un chico que apareció en un único episodio donde Sagat toma la embajada (su hogar), él es un gran admirador de Sagat pero al conocerle mejor descubre que Sagat no es más que un rufian y decide que Guile será entonces su nuevo ídolo. Odia que lo llamen Kid (chico en inglés) ya que su nombre es Kid y no Kid.

- Chico Extraterrestre: Es un chico que vino de otro planeta y aterrizó junto a sus padres en África, sin embargo los indígenas mataron a su familia y desde entonces busca venganza, por lo que se aprovecha de Blanka y Guile para vengarse, aunque termina haciéndose amigo de Blanka. Vuelve a su planeta al final del episodio (en el único en el que sale).

- El Rey Guerrero: El aparece únicamente en un episodio defendiendo su mundo del rey mago, huye de él con un orbe el cual era la causa de que su reino estuviese en guerra y que también es capaz de cambiar el tiempo, desgraciadamente termina cayendo en manos de Bison, con la ayuda de Chun-li (los cuales se enamoran) recupera el orbe y vuelve a su mundo. Se especula la posibilidad de que el personaje en realidad sea el protagonista de Magic Sword.

- Mutantes: Solo aparecen en un episodio. Chun-li es atacada por estos tres mutantes (una anguila, un cocodrilo y un murciélago) y junto a Blanka y Guile se sumergen en las alcantarillas para darles caza. Descubren que son obra de un científico que no logró trabajar para Bison. También hay otros tres en El mensaje en los medios aunque es creado por otro científico.

- Blade: Son varios soldados que luchan para Shadaloo, aparecen tanto en la película como en el videojuego de esta (como personaje jugable, donde según su final, es el hermano de Guile), en la serie no tienen mucha importancia, solo luchan por Bison contra los Street Fighters.

- Mei Lei: es una preciosa joven Hawaiiana cuyo padre busca la fórmula para hacer volver a Blanka a su verdadera forma. Tiene un romance con este y le demuestra que un monstruo no es aquel que lo aparenta, si no aquel que lo demuestra. Aparece solo en dos episodios (en los mismos que Vega).

## Lista de episodios
1. La aventura comienza.
2. La mujer más fuerte del mundo.
3. Llegando hasta Guile.
4. Sin Salida.
5. La isla del demonio.
6. El rayo del desierto.
7. Corazón oscuro.
8. El mensaje en los medios.
9. El ojo del espectador.
10. La mano que te alimenta.
11. Manteniendo la paz.
12. Visión de túnel.
13. Extraños compañeros.
14. Golpe de martillo.
15. Cammy y la licenciatura.
16. Un nuevo tipo de mal.
17. El guerrero más grande del mundo.
18. ¿Así que quieres ser una estrella de cine?
19. La cara de la furia.
20. ¡Cammy debe morir!
21. La llama y la rosa.
22. El rey guerrero.
23. El interior del monstruo.
24. De lo mejor.
25. Pelea final.
26. Cammy dime la verdad.

## Rumores sobre la continuación de la serie
Falsas noticias, divulgadas en Internet, han hecho correr rumores sobre una serie basada en Final Fight. En realidad nunca se realizó una serie basada en dicho videojuego, aunque sí es cierto que en la serie Street Fighter había un episodio que transcurría en las calles de Metro City (ciudad donde transcurre la acción en el videojuego Final Fight) y en el que aparecían Guy, Cody y Haggar (el trío protagonista de Final Fight).

## Lanzamientos en DVD
ADV Films ha lanzado la serie completa en DVD de código regional 1. El primer set, Street Fighter: Code of Honor, fue lanzado el 13 de abril de 2003 y contiene todos los episodios de la primera temporada; mientras que el segundo set, Street Fighter: Soul Powers, fue lanzado el 13 de mayo de 2003 y contiene todos los episodios de la segunda temporada.